# ستيف أوشوجنسي (لاعب كرة قدم)
ستيف أوشوجنسي (بالإنجليزية: Steve O'Shaughnessy)‏ هو لاعب كرة قدم بريطاني، ولد في 13 أكتوبر 1967 في ريكسهام في المملكة المتحدة. لعب مع برادفورد سيتي ودارلينجتون إف سى وذا نيو سينتس وليدز يونايتد ونادي إكزتر سيتي ونادي باري تاون يونايتد ونادي بانغور سيتي ونادي جامعة كارديف ميتروبوليتان ونادي روتشديل ونادي ريل ونادي ستاليبريدج سيلتيك.